# Затменная переменная типа β Лиры
Переменные звезды типа β (бета) Лиры (EB) являются одним из подтипов класса двойных звёзд. Общий блеск двух звёзд является переменным, поскольку они обращаются вокруг общего центра масс в близкой к лучу зрения земного наблюдателя плоскости.

Анимация показывает как изменяется светимость в двойных система типа β Лиры.

При этом одна из звёзд пары регулярно перекрывает свет от другой (частично или полностью), а период изменения блеска совпадает с их орбитальным периодом. Обе звезды, входящие в систему, довольно массивные: одна из них имеет массу в несколько солнечных, а другая является гигантом или даже сверхгигантом. Так как эти звезды очень близки друг к другу, то за счёт сил гравитации их формы становятся «дынеобразными», поэтому участки максимумов на кривой блеска плавно закруглены, и на кривой блеска практически отсутствуют участки постоянного блеска.

## Перетекание массы
Перетекание массы происходит, потому что одна из звёзд в процессе её эволюции становится гигантом или сверхгигантом. Подобная гигантская звезда очень легко теряет массу, потому что она очень велика, гравитация на её поверхности очень слабая и газ легко истекает с её поверхности (это явление называется звёздным ветром). В системах типа β Лиры также существует вторичный эффект, который ускоряет перетекание массы: гигантская звезда в процессе эволюции увеличивается в размере и в конце концов может заполнить свою полость Роша, тогда газ с одной звезды будет свободно перетекать на другую через первую точку Лагранжа.
В двойных системах более тяжёлая звезда первой эволюционирует в гиганта или сверхгиганта. Расчёты показывают, что за сравнительно короткое время (менее чем за полмиллиона лет) более тяжёлая звезда теряет массу и становится более лёгкой. Во время перетекания часть массы падает на поверхность звезды-компаньона, а часть остаётся между звёздами и создаёт общую оболочку.

## Кривая изменения блеска
Кривые изменения блеска в системах типа β Лиры весьма гладкие: начала и окончания затмений одной звезды другой столь плавные, что невозможно указать их точный момент. Это происходит ввиду «дынеобразности» компонентов, а также потому, что при перетекании масс создаётся общая оболочка, которая окружает обе звезды. Амплитуда изменения блеска в большинстве случаев менее чем одна звёздная величина, наибольшая известная амплитуда составляет 2,3 звёздной величины (V480 Лиры).

Кривая блеска звезды β Лиры.

Период изменений блеска очень стабилен. Он определяется только лишь периодом обращения одной звезды вокруг другой. Этот период обычно очень короткий: порядка одного или нескольких дней. Наиболее короткий известный период составляет 0,29 дня (QY Гидры), наиболее длинный составляет 198,5 дней (W Южного Креста). В системах типа β Лиры с периодом больше чем 100 дней один из компонентов обычно сверхгигант.
Системы типа β Лиры иногда рассматривают как разновидность переменных систем типа Алголя, однако, их кривые изменения блеска сильно разнятся: затмения в переменных типа Алголя гораздо более ярко выражены, так как не имеют общей газовой оболочки. С другой стороны переменные типа β Лиры чем-то похожи на переменные типа W UMa, однако, последние в общем случае ещё более близкие системы (т.н. контактные двойные), а также звёзды в этих системах существенно более лёгкие: обе порядка солнечной массы.

## Примеры переменных типа β Лиры
Прототипом данного класса звёзд стала β Лиры, которая имеет собственное название - Шелиак. Её переменность была открыта в 1784 году Гудрайком. В настоящее время известно около 1000 звёзд данного класса (что составляет 2,2 % от общего количества известных переменных звёзд). Примеры некоторых из них приведены ниже в таблице.
| Звезда            | Тип      | Период (дней) | Звёздная величина, (max, min) | Спектральный класс | Расстояние (св. лет) |
| ----------------- | -------- | ------------- | ----------------------------- | ------------------ | -------------------- |
| ζ Андромеды       | EB/GS/RS | 17,7695       | 3,92-4,14                     | K1II-III           | 181                  |
| 29 Большого Пса   | ~EB/KE   | 4,393407      | 4,84-5,33                     | O7Ia:fp+OB         | ~3000                |
| τ Большого Пса    | EB       | 1,28          | 4,32-4,37                     | O9Ib               | ~3000                |
| β Лиры (прототип) | EB       | 12,913834     | 3,25-4,36                     | B8II-IIIep         | 880                  |
| δ Живописца       | ~EB/D    | 1,672541      | 4,65-4,90                     | B3III+O9V          | 1700                 |
| V Кормы           | EB/SD    | 1,4544859     | 4,35-4,92                     | B1Vp+B3:           | 1200                 |
| PU Кормы          | EB       | 2,57895       | 4,69-4,75                     | B9                 | 550                  |
| υ Стрельца        | EB/GS    | 137,939       | 4,53-4,61                     | B2Vpe+A2IaShell    | ~1700                |
| μ1 Скорпиона      | EB/SD    | 1,44626907    | 2,94-3,22                     | B1,5V+B6,5V        | 800                  |
| π Скорпиона       | EB       | 1,57          | 2,82-2,85                     | B1V+B2V            | 460                  |